# Aymeric Laporte
Aymeric Jean Louis Gerard Alphonse Laporte (Agen, 27 mei 1994) is een Spaans-Frans voetballer die doorgaans als centrale verdediger speelt. Hij verruilde Manchester City in augustus 2023 voor Al-Nassr. Laporte debuteerde in 2021 in het Spaans voetbalelftal.

## Clubcarrière
Laporte begon met voetballen bij SU Agen Football. Later ging hij spelen bij Aviron Bayonnais in Frans-Baskenland. Laporte kwam in 2010 bij Athletic Bilbao terecht. Dat verhuurde hem in het seizoen 2011/12 aan CD Baskonia, het tweede reserve-elftal van de club, in de Tercera División. Daarin speelde hij 33 competitiewedstrijden.

### Athletic Bilbao

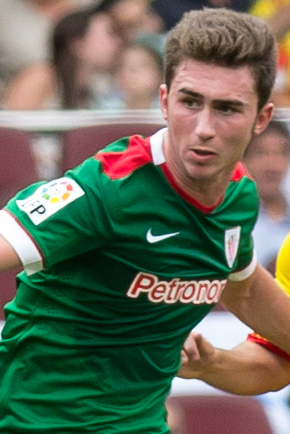
Laporte voor Athletic Bilbao in 2014

Laporte maakte op 28 november 2012 zijn profdebuut, in een Europa League-duel tegen Hapoel Ironi Kiryat Shmona. Hij speelde de volledige wedstrijd. Laporte was na Bixente Lizarazu de tweede Fransman in het shirt van Athletic Bilbao dat enkel Basken in haar eerste elftal laat spelen. Zowel Lizarazu als Laporte zijn Franse Basken. Hij maakte op 9 december 2012 zijn competitiedebuut, als invaller in de slotminuut tegen Celta de Vigo. Een week later werd hij door coach Marcelo Bielsa in de basiself geposteerd voor een duel tegen Mallorca. Athletic Bilbao won net als in de wedstrijd tegen Celta de Vigo met het kleinste verschil. Op 14 januari 2013 kreeg hij het rugnummer 4 dat de voorgaande acht seizoenen werd gedragen door Ustaritz Aldekoaotalora. Onder trainer Ernesto Valverde werd Laporte een onbetwiste basiskracht, soms ook opgesteld als linksback. Zijn eerste doelpunt kopte Laporte op 28 oktober 2013 binnen tegen Getafe CF, de enige goal van de wedstrijd. Omdat Athletic Bilbao in het seizoen 2013/14 vierde, eindigde in de Primera División, mocht Laporte met Athletic Bilbao deelnemen in de Champions League in het seizoen 2014/15. Datzelfde seizoen bereikte Athletic Bilbao de finale van de Copa del Rey. FC Barcelona was echter te sterk. Wel mocht Athletic Bilbao het tegen hetzelfde Barcelona opnemen in de Supercopa de España 2015. Over twee wedstrijd won Athletic Bilbao met 5-1, waardoor ze voor het eerst in dertig jaar een prijs wonnen. In juni 2015 ondertekende Laporte een nieuw contract bij Athletic Bilbao dat hem tot 2019 aan de club bond. Een jaar later tekende hij opnieuw een nieuw contract, tot 2020. Laporte speelde bij Athletic Bilbao in 5,5 seizoen 222 wedstrijden.

### Manchester City
Laporte tekende in januari 2018 een contract tot medio 2023 bij Manchester City, de koploper in de Premier League op dat moment. Dat betaalde circa €65.000.000,- voor hem aan Athletic Bilbao. Hij maakte op 31 januari 2018 zijn debuut voor de Engelse club. Hij speelde toen een Premier-League-duel tegen West Brom van begin tot eind. Man City won met 3–0. Een maand na zijn komst won Manchester City de League Cup door in de finale Arsenal te verslaan. Laporte bleef de hele wedstrijd op de bank. Laporte werd een half jaar na zijn komst voor het eerst landskampioen met Manchester City. ZIjn ploeggenoten en hij haalden dat jaar honderd punten, een puntenrecord in de Premier League. Hij maakte op 25 augustus 2018 zijn eerste doelpunt voor 'The Citizens', tegen Wolverhampton Wanderers. Hij won in het seizoen 2018/19 met Manchester City alle binnenlandse prijzen. In de wedstrijd om het Community Shield werd Chelsea verslagen, de League Cup werd succesvol verdedigd door in de finale datzelfde Chelsea te verslaan, de finale van de FA Cup werd met 6–0 gewonnen van Watford en in de Premier League waren 98 punten genoeg om Liverpool op de tweede plaats te houden. In alle competities speelde Laporte 51 wedstrijden. Laporte raakte op 31 augustus 2019 geblesseerd in een wedstrijd tegen Brighton. Daardoor stond hij vijf maanden aan de kant. Na zijn herstelde kreeg hij niet meteen zijn basisplaats terug. Hij stond zo in 2020/21 bijna net zo vaak naast het veld als erop. Laporte werd in seizoen 2021/22 wel weer onbetwist basisspeler. Hij werd dat seizoen voor de vierde keer landskampioen met Manchester City. Na een operatie aan zijn knie miste Laporte de eerste drie maanden van 2022/23. Ook deze keer was hij na zijn herstel zijn basisplaats kwijt. Coach Josep Guardiola had een verdediging geformeerd met Kyle Walker, Rúben Dias, John Stones, Nathan Aké en Manuel Akanji en was daar tevreden over. Laporte bleef daarom de rest van het seizoen hoofdzakelijk reservespeler. Hij maakte in die hoedanigheid wel deel uit van het Manchester City dat in 2022/23 voor het eerst in de clubhistorie de Champions League won. Hij kwam tijdens dat toernooi zelf voor het laatst in actie tijdens de kwartfinale tegen  Bayern München.

### Al-Nassr
Laporte verruilde Manchester City in augustus 2023 voor Al-Nassr, dat circa 27,5 miljoen euro voor hem betaalde. Hiermee was hij een van tal van voetballers die in de zomer van 2023 van een Europese competitie naar Saoedi-Arabië vertrokken. Zo haalde Al-Nassr in diezelfde periode ook Seko Fofana, Sadio Mané, Alex Telles, Otávio en Marcelo Brozović naar de Saudi Pro League.

## Clubstatistieken
| Seizoen     | Club            | Competitie       | Competitie | Competitie | Beker | Beker | Internationaal | Internationaal | Totaal | Totaal |
| Seizoen     | Club            | Competitie       | Wed.       | Dlp.       | Wed.  | Dlp.  | Wed.           | Dlp.           | Wed.   | Dlp.   |
| ----------- | --------------- | ---------------- | ---------- | ---------- | ----- | ----- | -------------- | -------------- | ------ | ------ |
| 2012/13     | Athletic Bilbao | Primera División | 15         | 0          | 0     | 0     | 2              | 0              | 17     | 0      |
| 2013/14     | Athletic Bilbao | Primera División | 35         | 2          | 3     | 0     | —              | —              | 38     | 2      |
| 2014/15     | Athletic Bilbao | Primera División | 33         | 0          | 7     | 0     | 9              | 0              | 49     | 0      |
| 2015/16     | Athletic Bilbao | Primera División | 26         | 3          | 7     | 2     | 12             | 0              | 45     | 5      |
| 2016/17     | Athletic Bilbao | Primera División | 33         | 2          | 4     | 0     | 6              | 0              | 43     | 2      |
| 2017/18     | Athletic Bilbao | Primera División | 19         | 0          | 1     | 0     | 10             | 1              | 30     | 1      |
| Club Totaal | Club Totaal     | Club Totaal      | 161        | 7          | 22    | 2     | 39             | 1              | 222    | 10     |
| 2017/18     | Manchester City | Premier League   | 9          | 0          | 1     | 0     | 3              | 0              | 13     | 0      |
| 2018/19     | Manchester City | Premier League   | 35         | 3          | 6     | 0     | 10             | 2              | 51     | 5      |
| 2019/20     | Manchester City | Premier League   | 15         | 1          | 2     | 0     | 3              | 0              | 20     | 1      |
| 2020/21     | Manchester City | Premier League   | 16         | 0          | 7     | 2     | 4              | 0              | 27     | 2      |
| 2021/22     | Manchester City | Premier League   | 33         | 4          | 2     | 0     | 9              | 0              | 44     | 4      |
| 2022/23     | Manchester City | Premier League   | 12         | 0          | 5     | 0     | 4              | 0              | 21     | 0      |
| 2023/24     | Manchester City | Premier League   | 1          | 0          | 0     | 0     | 0              | 0              | 1      | 0      |
| Club Totaal | Club Totaal     | Club Totaal      | 121        | 8          | 23    | 2     | 33             | 2              | 177    | 12     |
| 2023/24     | Al-Nassr        | Saudi Pro League | 27         | 4          | 5     | 0     | 7              | 0              | 39     | 4      |
| Club Totaal | Club Totaal     | Club Totaal      | 27         | 4          | 5     | 0     | 7              | 0              | 39     | 4      |
| TOTAAL      | TOTAAL          | TOTAAL           | 309        | 19         | 50    | 4     | 79             | 3              | 438    | 26     |

Bijgewerkt t/m 13 juli 2024.

## Interlandcarrière
Laporte speelde elf wedstrijden voor Frankrijk –17 en negen voor Frankrijk –18. Hij debuteerde in 2013 voor Frankrijk –21. Laporte werd in oktober 2016 voor het eerst geselecteerd voor het Frans voetbalelftal, voor wedstrijden tegen Bulgarije en Nederland. Hij kwam in geen van beide wedstrijden in actie. Hij kon toen dankzij zijn Spaanse paspoort en Baskische voorouders er ook nog voor kiezen om voor het Spaans voetbalelftal uit te komen en deed dat. Laporte debuteerde op 4 juni 2021 als Spaans international, in een oefeninterland tegen Portugal (0–0). Hij nam een week later met Spanje deel aan het EK 2020. Bondscoach Luis Enrique zette hem tijdens alle zes de wedstrijden van de Spaanse ploeg in de basis. Hij scoorde in een groepswedstrijd tegen Slowakije voor het eerst voor het nationale team. Laporte nam een jaar later ook met Spanje deel aan het WK 2022. Hij werd op 7 juni 2024 door bondscoach Luis de la Fuente opgenomen in de Spaanse selectie voor het EK 2024 in Duitsland. Spanje won zijn groepswedstrijden tegen Kroatië, Italië en Albanië voordat het in de knock-outfase Georgië, Duitsland en Frankrijk uitschakelde. De finale werd met 2–1 gewonnen tegen Engeland, waarmee Spanje voor de vierde keer Europees kampioen werd. Laporte kwam enkel tegen Kroatië niet in actie.
| Interlands van Aymeric Laporte voor Spanje | Interlands van Aymeric Laporte voor Spanje | Interlands van Aymeric Laporte voor Spanje | Interlands van Aymeric Laporte voor Spanje | Interlands van Aymeric Laporte voor Spanje | Interlands van Aymeric Laporte voor Spanje |
| №                                          | Datum                                      | Wedstrijd                                  | Uitslag                                    | Competitie                                 | Goals                                      |
| Als speler bij Manchester City             | Als speler bij Manchester City             | Als speler bij Manchester City             | Als speler bij Manchester City             | Als speler bij Manchester City             | Als speler bij Manchester City             |
| ------------------------------------------ | ------------------------------------------ | ------------------------------------------ | ------------------------------------------ | ------------------------------------------ | ------------------------------------------ |
| 1.                                         | 4 juni 2021                                | Spanje – Portugal                          | 0 – 0                                      | Vriendschappelijk                          |                                            |
| 2.                                         | 14 juni 2021                               | Spanje – Zweden                            | 0 – 0                                      | EK 2020                                    |                                            |
| 3.                                         | 19 juni 2021                               | Spanje – Polen                             | 1 – 1                                      | EK 2020                                    |                                            |
| 4.                                         | 23 juni 2021                               | Slowakije – Spanje                         | 0 – 5                                      | EK 2020                                    | 45+3'                                      |
| 5.                                         | 28 juni 2021                               | Kroatië – Spanje                           | 3 – 5                                      | EK 2020                                    |                                            |
| 6.                                         | 2 juli 2021                                | Zwitserland – Spanje                       | 1 – 1 (2 – 4 n.s.)                         | EK 2020                                    |                                            |
| 7.                                         | 6 juli 2021                                | Italië – Spanje                            | 1 – 1 (5 – 3 n.s.)                         | EK 2020                                    |                                            |
| 8.                                         | 2 september 2021                           | Zweden – Spanje                            | 2 – 1                                      | Kwalificatie WK 2022                       |                                            |
| 9.                                         | 5 september 2021                           | Spanje – Georgië                           | 4 – 0                                      | Kwalificatie WK 2022                       |                                            |
| 10.                                        | 8 september 2021                           | Kosovo – Spanje                            | 0 – 2                                      | Kwalificatie WK 2022                       |                                            |
| 11.                                        | 6 oktober 2021                             | Italië – Spanje                            | 1 – 2                                      | Nations League 2020/21                     |                                            |
| 12.                                        | 10 oktober 2021                            | Spanje – Frankrijk                         | 1 – 2                                      | Nations League 2020/21                     |                                            |
| 13.                                        | 11 november 2021                           | Griekenland – Spanje                       | 0 – 1                                      | Kwalificatie WK 2022                       |                                            |
| 14.                                        | 14 november 2021                           | Spanje – Zweden                            | 1 – 0                                      | Kwalificatie WK 2022                       |                                            |
| 15.                                        | 29 maart 2022                              | Spanje – IJsland                           | 5 – 0                                      | Vriendschappelijk                          |                                            |
| 16.                                        | 17 november 2022                           | Jordanië – Spanje                          | 1 – 3                                      | Vriendschappelijk                          |                                            |
| 17.                                        | 23 november 2022                           | Spanje – Costa Rica                        | 7 – 0                                      | WK 2022                                    |                                            |
| 18.                                        | 27 november 2022                           | Spanje – Duitsland                         | 1 – 1                                      | WK 2022                                    |                                            |
| 19.                                        | 6 december 2022                            | Marokko – Spanje                           | 0 – 0 (3 – 0 n.s.)                         | WK 2022                                    |                                            |
| 20.                                        | 25 maart 2023                              | Spanje – Noorwegen                         | 3 – 0                                      | Kwalificatie EK 2024                       |                                            |
| 21.                                        | 15 juni 2023                               | Spanje – Italië                            | 2 – 1                                      | Nations League 2022/23                     |                                            |
| 22.                                        | 18 juni 2023                               | Kroatië – Spanje                           | 0 – 0 (4 – 5 n.s.)                         | Nations League 2022/23                     |                                            |
| Als speler bij Al-Nassr                    |                                            |                                            |                                            |                                            |                                            |
| 23.                                        | 8 september 2023                           | Georgië – Spanje                           | 1 – 7                                      | Kwalificatie EK 2024                       |                                            |
| 24.                                        | 12 september 2023                          | Spanje – Cyprus                            | 6 – 0                                      | Kwalificatie EK 2024                       |                                            |
| 25.                                        | 12 oktober 2023                            | Spanje – Schotland                         | 2 – 0                                      | Kwalificatie EK 2024                       |                                            |
| 26.                                        | 15 oktober 2023                            | Noorwegen – Spanje                         | 0 – 1                                      | Kwalificatie EK 2024                       |                                            |
| 27.                                        | 22 maart 2024                              | Colombia – Spanje                          | 1 – 0                                      | Vriendschappelijk                          |                                            |
| 28.                                        | 26 maart 2024                              | Spanje – Brazilië                          | 3 – 3                                      | Vriendschappelijk                          |                                            |
| 29.                                        | 8 juni 2024                                | Spanje – Noord-Ierland                     | 5 – 1                                      | Vriendschappelijk                          |                                            |
| 30.                                        | 20 juni 2024                               | Spanje – Italië                            | 1 – 0                                      | EK 2024                                    |                                            |
| 31.                                        | 24 juni 2024                               | Albanië – Spanje                           | 0 – 1                                      | EK 2024                                    |                                            |
| 32.                                        | 30 juni 2024                               | Spanje – Georgië                           | 4 – 1                                      | EK 2024                                    |                                            |
| 33.                                        | 5 juli 2024                                | Spanje – Duitsland                         | 2 – 1                                      | EK 2024                                    |                                            |
| 34.                                        | 9 juli 2024                                | Spanje – Frankrijk                         | 2 – 1                                      | EK 2024                                    |                                            |
| 35.                                        | 14 juli 2024                               | Spanje – Engeland                          | 2 – 1                                      | EK 2024                                    |                                            |

Bijgewerkt op 9 juli 2024.

## Erelijst
| Competitie            | Aantal          | Jaren                                       |
| Athletic Bilbao       | Athletic Bilbao | Athletic Bilbao                             |
| --------------------- | --------------- | ------------------------------------------- |
| Supercopa de España   | 1×              | 2015                                        |
| Manchester City       |                 |                                             |
| UEFA Champions League | 1×              | 2022/23                                     |
| UEFA Super Cup        | 1×              | 2023                                        |
| Premier League        | 5×              | 2017/18, 2018/19, 2020/21, 2021/22, 2022/23 |
| FA Cup                | 2×              | 2018/19, 2022/23                            |
| EFL Cup               | 3×              | 2017/18, 2018/19, 2020/21                   |
| FA Community Shield   | 1×              | 2018                                        |
| Spanje                |                 |                                             |
| UEFA Nations League   | 1×              | 2022/23                                     |
| UEFA EK               | 1×              | 2024                                        |